# Кольцова, Елена Викторовна
Елена Викторовна Кольцова (род. 30 января 1988 года) — казахстанская спортсменка-боксёр.

## Карьера
Воспитанница костанайского бокса. В 18-летнем возрасте пришла из баскетбола. Тренируется у А. Ш. Абикенова. В 2006 году становится бронзовым призёром чемпионата Казахстана. Чемпионкой Казахстана становилась в категориях до 75 кг (2009) и до 69 кг (2010 год).
На чемпионате мира 2008 году завоевала бронзу в категории до 70 кг. На чемпионате Азии 2010 года выиграла бронзовую медаль. На Кубке Азии 2011 года (Хайку, Китай) завоевала серебряную медаль.
Мастер спорта Республики Казахстан международного класса.

## Образование
Закончила индустриально-педагогический колледж (г. Костанай).